# Litteraturens Tempel
Litteraturens Tempel (vietnamesisk: Văn Miếu;) er Vietnams ældste universitet. Det blev grundlagt i det 11. århundrede.
21°01′43″N 105°50′08″Ø / 21.02861°N 105.83556°Ø